# José Provetti
José “Gato” Provetti (Valparaíso-SP, 7 de janeiro de 1941, - Rio de Janeiro-RJ, 31 de janeiro de 1996) foi um guitarrista brasileiro, notório por seu trabalho com a banda The Jet Blacks e com a banda do Roberto Carlos, o RC 7. Em 2012, ele foi eleito pela revista Rolling Stone Brasil um dos  70 Mestres Brasileiros da Guitarra e do Violão.
Faleceu em 31 de janeiro de 1996, vitimado por sequelas de um derrame cerebral.